# Мальта на «Детском Евровидении — 2022»
Мальта участвовала на «Детском Евровидении — 2022», которое состоялось 11 декабря 2022 года в Ереване, Армения. Мальтийский телевещатель PBS выбрал представителя с помощью национального отбора, который состоялся 2 октября 2022 года. На конкурсе страну представила Гайя Гамбуцца с песней «Diamonds in the Skies». Она заняла последнее, шестнадцатое, место, набрав 43 балла.

## Предыстория
До конкурса 2022 года Мальта участвовала на «Детском Евровидении» 16 раз, начиная с первого конкурса в 2003 году. Мальта участвовала во всех конкурсах «Детского Евровидения», за исключением 2011 и 2012 годов. Мальта выигрывала конкурс дважды: в 2013 году, когда страну представляла Гайя Кауки с песней «The Start», и в 2015 году, когда страну представляла Дестини Чукуньере с песней «Not My Soul». На конкурсе 2021 года Мальту представлял дуэт Айк и Кайя с песней «My Home». Они заняли 12-е место, набрав 97 баллов.

## Национальный отбор
Мальтийский телевещатель PBS подтвердил участие в конкурсе 24 июня 2022 года. В тот же день было объявлено, что представитель будет определён при помощи национального отбора «Malta Junior Eurovision Song Contest 2022». Приём заявок на национальный отбор проходил с 24 июня по 15 августа 2022 года. Несмотря на то, что исполнители и авторы песен могли отправить более одной песни, на национальном отборе каждый участник мог исполнить только одну песню. Заявки отбирало профессиональное жюри, назначенное мальтийским телевещателем PBS. Список, состоящий из 16 участников, был опубликован 1 сентября 2022 года.
| Участник          | Песня                   | Автор(-ы) песни                                     |
| ----------------- | ----------------------- | --------------------------------------------------- |
| Ma Girlz          | «Stereo»                | Дана Маккеон                                        |
| Алия Кассар       | «Infinity»              | Muxu, Киприан Кассар                                |
| Андреа Камиллери  | «Spark»                 | Беттина Мачмор, Филиппа Науди                       |
| Гайя Гамбуцца     | «Diamonds in the Skies» | Мэтью Джеймс Борг                                   |
| Женев Димех       | «With You by My Side»   | Женев Димех, Мария Абдилла                          |
| Исис Джейд Миллер | «Unbreakable»           | Кристина Магрин                                     |
| Кайлин Маллия     | «Here I Am»             | Кристина Магрин                                     |
| Кейлин Мерсичеа   | «Shooting Star»         | Альдо Спитери, Брэдли Спитери, Рита Пейс            |
| Кенсли Чаппара    | «Tilet xadini»          | Kaya, Эмиль Каллея Бэйлисс                          |
| Кэссиди Гаучи     | «Light Up»              | Дарио Беззина, Эмиль Каллея Бэйлисс                 |
| Наоми Бусуттил    | «Little Cheeky»         | Kaya, Эмиль Каллея Бэйлисс                          |
| Ри и Бри          | «Karma»                 | Алдан Кассар, Киприан Кассар                        |
| Ческа Галеа       | «See the Invisible»     | Альдо Спитери, Брэдли Спитери                       |
| Шанзай Мангион    | «Heartbeat»             | Элтон Зарб, Эмиль Каллея Бэйлисс                    |
| Шарель Микаллеф   | «The Extra Mile»        | Альдо Спитери, Брэдли Спитери, Эмиль Каллея Бэйлисс |
| Эмма Кейт Формоса | «Bounce»                | Филип Велла, Эмиль Каллея Бэйлисс                   |

Национальный отбор состоялся 2 октября 2022 года. Ведущими отбора были Райан и Джосман Борг. Победитель был определён комбинацией голосов от жюри (75%) и телезрителей (25%). В состав жюри вошли Мэри Роуз Маллиа (певица), Дебби Скерри (представительница Мальты на «Евровидении-1997»), Людвиг Галеа (представитель Мальты на «Евровидении-2004») и Родерик Аззопарди Кусто (ведущий). Во время интервал-акта выступили представители Мальты на «Детском Евровидении» предыдущих годов: Джанлука Чилия (2017), Элиана Гомез Бланко (2019), а также Айк и Кайя (2021).
| №  | Участник          | Песня                   | Место |
| -- | ----------------- | ----------------------- | ----- |
| 01 | Эмма Кейт Формоса | «Bounce»                | 3     |
| 02 | Наоми Бусуттил    | «Little Cheeky»         | —     |
| 03 | Кэссиди Гаучи     | «Light Up»              | —     |
| 04 | Кайлин Маллия     | «Here I Am»             | —     |
| 05 | Алия Кассар       | «Infinity»              | —     |
| 06 | Ческа Галеа       | «See the Invisible»     | —     |
| 07 | Исис Джейд Миллер | «Unbreakable»           | —     |
| 08 | Шанзай Мангион    | «Heartbeat»             | —     |
| 09 | Женев Димех       | «With You by My Side»   | —     |
| 10 | Ma Girlz          | «Stereo»                | —     |
| 11 | Кенсли Чаппара    | «Tilet xadini»          | —     |
| 12 | Шарель Микаллеф   | «The Extra Mile»        | —     |
| 13 | Андреа Камиллери  | «Spark»                 | 2     |
| 14 | Ри и Бри          | «Karma»                 | —     |
| 15 | Кейлин Мерсичеа   | «Shooting Star»         | —     |
| 16 | Гайя Гамбуцца     | «Diamonds in the Skies» | 1     |

## На «Детском Евровидении»

### Трансляция
Финал конкурса без комментариев транслировал телеканал TVM. После конкурса не было объявлено о рейтингах шоу на Мальте.

### Выступление
Порядок выступления стран-участниц «Детского Евровидения — 2022» был определён 5 декабря 2022 года: Мальта выступила под четвёртым номером — после Казахстана и перед Италией. Гайя участвовала на репетициях, которые состоялись 6 и 8 декабря 2022 года, за которыми последовало «шоу для жюри», которое состоялось вечером 10 декабря 2022 года. Результаты голосования мальтийского жюри объявила Гайя Кауки — победительница «Детского Евровидения — 2013».

### Голосование
На конкурсе была вновь использована та система голосования, которая была введена в 2017 году, где результаты определяются суммой баллов онлайн-голосования (50%) и голосования жюри (50%). В каждой стране-участнице было национальное жюри, состоящее из 5 человек: трое из них — профессионалы музыкальной индустрии, а двое — дети в возрасте от 10 до 15 лет, которые должны были быть гражданами страны, от имени которой они голосовали.
Онлайн-голосование состояло из двух этапов: первый этап онлайн-голосования начался 9 декабря 2022 года, когда на сайте конкурса (junioreurovision.tv) были показаны отрывки репетиций участников, после чего зрители смогли проголосовать за 3 участников. Первый этап онлайн-голосования завершился 11 декабря 2022 года в 15:59 по центральноевропейскому времени. Второй этап онлайн-голосования начался сразу после последнего, шестнадцатого, выступления и длился 15 минут.
По итогам голосования Мальта заняла последнее, 16-е, место, набрав 43 балла: по итогам голосования жюри Мальта заняла пятнадцатое место с 10 баллами, а по итогам онлайн-голосования — последнее, шестнадцатое, место с 33 баллами.
| Баллы                                                 | Страна          |
| ----------------------------------------------------- | --------------- |
| 12 баллов                                             |                 |
| 10 баллов                                             |                 |
| 8 баллов                                              |                 |
| 7 баллов                                              |                 |
| 6 баллов                                              |                 |
| 5 баллов                                              | Испания         |
| 4 балла                                               |                 |
| 3 балла                                               | Армения         |
| 2 балла                                               |                 |
| 1 балл                                                | Албания Украина |
| Мальта получила 33 балла по итогам онлайн-голосования |                 |

| Баллы     | Страна         |
| --------- | -------------- |
| 12 баллов | Ирландия       |
| 10 баллов | Испания        |
| 8 баллов  | Нидерланды     |
| 7 баллов  | Албания        |
| 6 баллов  | Грузия         |
| 5 баллов  | Польша         |
| 4 балла   | Армения        |
| 3 балла   | Украина        |
| 2 балла   | Италия         |
| 1 балл    | Великобритания |

### Подробные результаты голосования
| Раздельные результаты голосования Мальты | Раздельные результаты голосования Мальты | Раздельные результаты голосования Мальты | Раздельные результаты голосования Мальты | Раздельные результаты голосования Мальты | Раздельные результаты голосования Мальты | Раздельные результаты голосования Мальты | Раздельные результаты голосования Мальты | Раздельные результаты голосования Мальты | Раздельные результаты голосования Мальты |
| №                                        | Страна                                   | Судья A                                  | Судья B                                  | Судья C                                  | Судья D                                  | Судья E                                  | Место                                    | Баллы                                    |                                          |
| ---------------------------------------- | ---------------------------------------- | ---------------------------------------- | ---------------------------------------- | ---------------------------------------- | ---------------------------------------- | ---------------------------------------- | ---------------------------------------- | ---------------------------------------- | ---------------------------------------- |
| 1                                        | Нидерланды                               | 5                                        | 6                                        | 1                                        | 1                                        | 7                                        | 3                                        | 8                                        |                                          |
| 2                                        | Польша                                   | 8                                        | 1                                        | 4                                        | 10                                       | 8                                        | 6                                        | 5                                        |                                          |
| 3                                        | Казахстан                                | 14                                       | 10                                       | 11                                       | 12                                       | 11                                       | 12                                       |                                          |                                          |
| 4                                        | Мальта                                   |                                          |                                          |                                          |                                          |                                          |                                          |                                          |                                          |
| 5                                        | Италия                                   | 10                                       | 15                                       | 7                                        | 5                                        | 10                                       | 9                                        | 2                                        |                                          |
| 6                                        | Франция                                  | 15                                       | 9                                        | 9                                        | 15                                       | 13                                       | 13                                       |                                          |                                          |
| 7                                        | Албания                                  | 4                                        | 8                                        | 8                                        | 2                                        | 4                                        | 4                                        | 7                                        |                                          |
| 8                                        | Грузия                                   | 7                                        | 2                                        | 10                                       | 7                                        | 3                                        | 5                                        | 6                                        |                                          |
| 9                                        | Ирландия                                 | 2                                        | 3                                        | 2                                        | 3                                        | 2                                        | 1                                        | 12                                       |                                          |
| 10                                       | Северная Македония                       | 12                                       | 13                                       | 14                                       | 13                                       | 15                                       | 15                                       |                                          |                                          |
| 11                                       | Испания                                  | 1                                        | 7                                        | 3                                        | 6                                        | 1                                        | 2                                        | 10                                       |                                          |
| 12                                       | Великобритания                           | 13                                       | 4                                        | 13                                       | 9                                        | 12                                       | 10                                       | 1                                        |                                          |
| 13                                       | Португалия                               | 11                                       | 14                                       | 12                                       | 14                                       | 14                                       | 14                                       |                                          |                                          |
| 14                                       | Сербия                                   | 9                                        | 12                                       | 15                                       | 11                                       | 9                                        | 11                                       |                                          |                                          |
| 15                                       | Армения                                  | 6                                        | 5                                        | 5                                        | 4                                        | 6                                        | 7                                        | 4                                        |                                          |
| 16                                       | Украина                                  | 3                                        | 11                                       | 6                                        | 8                                        | 5                                        | 8                                        | 3                                        |                                          |